# Natação nos Jogos Olímpicos de Verão de 1988 - 100 m costas feminino
A competição dos 100 metros costas feminino da natação nos Jogos Olímpicos de Verão de 1988 foi disputada no dia 22 de setembro no  Jamsil Indoor Swimming Pool em Seul, Coreia do Sul.

## Medalhistas
| Ouro   | GDR Kristin Otto        |
| Prata  | HUN Krisztina Egerszegi |
| Bronze | GDR Cornelia Sirch      |

## Recordes
Antes desta competição, os recordes mundiais e olímpicos da prova eram os seguintes:
| Tipo | Atleta            | Tempo   | Local                   | Data                 |
| ---- | ----------------- | ------- | ----------------------- | -------------------- |
|      | Ina Kleber (GDR)  | 1:00.59 | Moscou, União Soviética | 24 de agosto de 1984 |
|      | GDR Rica Reinisch | 1:00.86 | Moscou, União Soviética | 23 de julho de 1980  |

## Resultados

### Eliminatórias
Regra: As oito nadadoras mais rápidas avançam à final A (Q), enquanto as oito seguintes, à final B (q).
| Pos. | Raia | Nadador             | CON                          | Tempo   | Notas |
| ---- | ---- | ------------------- | ---------------------------- | ------- | ----- |
| 1    | 6    | Kristin Otto        | GDR Alemanha Oriental        | 1:01.45 | Q     |
| 2    | 5    | Cornelia Sirch      | GDR Alemanha Oriental        | 1:01.63 | Q     |
| 3    | 5    | Krisztina Egerszegi | HUN Hungria                  | 1:02.09 | Q     |
| 4    | 6    | Beth Barr           | USA Estados Unidos           | 1:02.63 | Q     |
| 5    | 4    | Betsy Mitchell      | USA Estados Unidos           | 1:02.85 | Q     |
| 6    | 5    | Silvia Poll         | CRC Costa Rica               | 1:03.21 | Q,    |
| 7    | 6    | Nicole Livingstone  | AUS Austrália                | 1:03.26 | Q     |
| 8    | 6    | Marion Aizpors      | FRG Alemanha Ocidental       | 1:03.27 | Q     |
| 9    | 4    | Anca Pătrășcoiu     | ROM Romênia                  | 1:03.29 | q     |
| 10   | 5    | Svenja Schlicht     | FRG Alemanha Ocidental       | 1:03.72 | q     |
| 11   | 4    | Lorenza Vigarani    | ITA Itália                   | 1:03.96 | q     |
| 12   | 5    | Lori Melien         | CAN Canadá                   | 1:04.29 | q     |
| 13   | 5    | Jolanda de Rover    | NED Países Baixos            | 1:04.39 | q     |
| 14   | 5    | Sharon Musson       | NZL Nova Zelândia            | 1:04.58 | q     |
| 15   | 6    | Katherine Read      | GBR Grã-Bretanha             | 1:04.62 | q     |
| 16   | 4    | Manuela Carosi      | ITA Itália                   | 1:04.69 | qSO   |
| 16   | 6    | Karen Lord          | AUS Austrália                | 1:04.69 | qSO   |
| 18   | 5    | Sharon Page         | GBR Grã-Bretanha             | 1:04.75 |       |
| 19   | 4    | Bistra Gospodinova  | BUL Bulgária                 | 1:04.91 |       |
| 20   | 4    | Laurence Guillou    | FRA França                   | 1:05.07 |       |
| 20   | 4    | Eva Gysling         | SUI Suíça                    | 1:05.07 |       |
| 22   | 6    | Johanna Larsson     | SWE Suécia                   | 1:05.10 |       |
| 23   | 3    | Wang Bolin          | CHN China                    | 1:05.15 |       |
| 24   | 6    | Satoko Morishita    | JPN Japão                    | 1:05.38 |       |
| 25   | 4    | Sylvia Hume         | NZL Nova Zelândia            | 1:05.81 |       |
| 26   | 3    | Tomoko Onogi        | JPN Japão                    | 1:06.14 |       |
| 27   | 3    | Michelle Smith      | IRL Irlanda                  | 1:06.22 |       |
| 28   | 3    | Akiko Thomson       | PHI Filipinas                | 1:06.51 |       |
| 29   | 3    | Aileen Convery      | IRL Irlanda                  | 1:06.73 |       |
| 30   | 3    | Hong Ji-hee         | KOR Coreia do Sul            | 1:08.33 |       |
| 31   | 3    | Rita Jean Garay     | PUR Porto Rico               | 1:08.58 |       |
| 32   | 3    | Wang Chi            | TPE Taipé Chinês             | 1:09.56 |       |
| 33   | 2    | Ana Joselina Fortin | HON Honduras                 | 1:10.10 |       |
| 34   | 2    | Tricia Duncan       | ISV Ilhas Virgens Americanas | 1:10.37 |       |
| 35   | 2    | Tsang Wing Sze      | HKG Hong Kong                | 1:10.50 |       |
| 36   | 2    | Sharon Pickering    | FIJ Fiji                     | 1:12.14 |       |
| 37   | 1    | Angela Birch        | FIJ Fiji                     | 1:13.48 |       |
| 38   | 1    | Katerine Moreno     | BOL Bolívia                  | 1:14.42 |       |
| 39   | 2    | Elsa Freire         | ANG Angola                   | 1:15.56 |       |
| 40   | 1    | Carolina Araujo     | MOZ Moçambique               | 1:15.86 |       |
| 41   | 2    | Carla Fernandes     | ANG Angola                   | 1:21.58 |       |

#### Desempate
Eliminatória 1
| Pos. | Raia | Nadador        | CON           | Tempo   | Notas |
| ---- | ---- | -------------- | ------------- | ------- | ----- |
| 1    | 5    | Manuela Carosi | ITA Itália    | 1:05.05 | qSO   |
| 1    | 4    | Karen Lord     | AUS Austrália | 1:05.05 | qSO   |

Eliminatória 2
| Pos. | Raia | Nadador        | CON           | Tempo   | Notas |
| ---- | ---- | -------------- | ------------- | ------- | ----- |
| 1    | 5    | Manuela Carosi | ITA Itália    | 1:04.62 | q     |
| 2    | 4    | Karen Lord     | AUS Austrália | 1:04.75 |       |

### Finals

#### Final B
| Pos. | Raia | Nadador          | CON                    | Tempo   | Notas |
| ---- | ---- | ---------------- | ---------------------- | ------- | ----- |
| 9    | 4    | Anca Pătrășcoiu  | ROM Romênia            | 1:03.33 |       |
| 10   | 5    | Svenja Schlicht  | FRG Alemanha Ocidental | 1:03.68 |       |
| 11   | 8    | Manuela Carosi   | ITA Itália             | 1:03.80 |       |
| 12   | 6    | Lori Melien      | CAN Canadá             | 1:03.87 |       |
| 13   | 3    | Lorenza Vigarani | ITA Itália             | 1:03.88 |       |
| 14   | 2    | Jolanda de Rover | NED Países Baixos      | 1:04.11 |       |
| 15   | 7    | Sharon Musson    | NZL Nova Zelândia      | 1:04.17 |       |
| 16   | 1    | Katherine Read   | GBR Grã-Bretanha       | 1:04.27 |       |

#### Final A
| Pos.              | Raia | Nadador             | CON                    | Tempo   | Notas |
| ----------------- | ---- | ------------------- | ---------------------- | ------- | ----- |
| Medalha de ouro   | 4    | Kristin Otto        | GDR Alemanha Oriental  | 1:00.89 |       |
| Medalha de prata  | 3    | Krisztina Egerszegi | HUN Hungria            | 1:01.56 |       |
| Medalha de bronze | 5    | Cornelia Sirch      | GDR Alemanha Oriental  | 1:01.57 |       |
| 4                 | 2    | Betsy Mitchell      | USA Estados Unidos     | 1:02.71 |       |
| 5                 | 6    | Beth Barr           | USA Estados Unidos     | 1:02.78 |       |
| 6                 | 7    | Silvia Poll         | CRC Costa Rica         | 1:03.34 |       |
| 7                 | 1    | Nicole Livingstone  | AUS Austrália          | 1:04.15 |       |
| 8                 | 8    | Marion Aizpors      | FRG Alemanha Ocidental | 1:04.19 |       |